# Gołąb (powiat lubartowski)
Gołąb – wieś w Polsce położona w województwie lubelskim, w powiecie lubartowskim, w gminie Michów.
| SIMC    | Nazwa      | Rodzaj    |
| ------- | ---------- | --------- |
| 1020520 | Białki     | część wsi |
| 1020625 | Osina      | część wsi |
| 1020648 | Podekrze   | część wsi |
| 1020720 | Trzemuśnia | część wsi |
| 0386040 | Zabiele    | część wsi |

Wieś szlachecka położona była w drugiej połowie XVI wieku w powiecie lubelskim województwa lubelskiego. W latach 1975–1998 miejscowość należała administracyjnie do województwa lubelskiego.
Wieś stanowi sołectwo gminy Michów. Według Narodowego Spisu Powszechnego z roku 2011 wieś liczyła 299 mieszkańców.